# Durance (pétrolier-ravitailleur)
Pour les articles homonymes, voir Durance (homonymie).
Le Durance est le premier des cinq pétroliers ravitailleurs de la classe Durance de la Marine nationale française.
Il a été vendu à l'Argentine en 1999 et porte désormais le nom de Patagonia.

## Histoire

### Sous pavillon français
Mis sur cale le 10 décembre 1973 et lancé à Brest le 11 septembre 1975, le PR Durance a été admis le 12 avril 1977 (indicatif visuel A629). Elle remplace au sein de l'escadre de l'Atlantique La Saône dont le port base devient Toulon.
En juillet 1997, le PR Durance est retiré du service actif et est vendu en 1999 à la marine argentine. Le 12 juillet 1999, l'Argentine prend possession du Durance qu'elle renomme Patagonia.

### Sous pavillon argentin
L'ARA Patagonia rejoint son nouveau port base, la base navale de Puerto Belgrano en Argentine en août 1999.

## Caractéristiques
Comme son sistership le PR Meuse, le Patagonia ex-Durance, ne dispose pas d'installation de commandement contrairement aux Var, Marne et Somme.

## Galerie

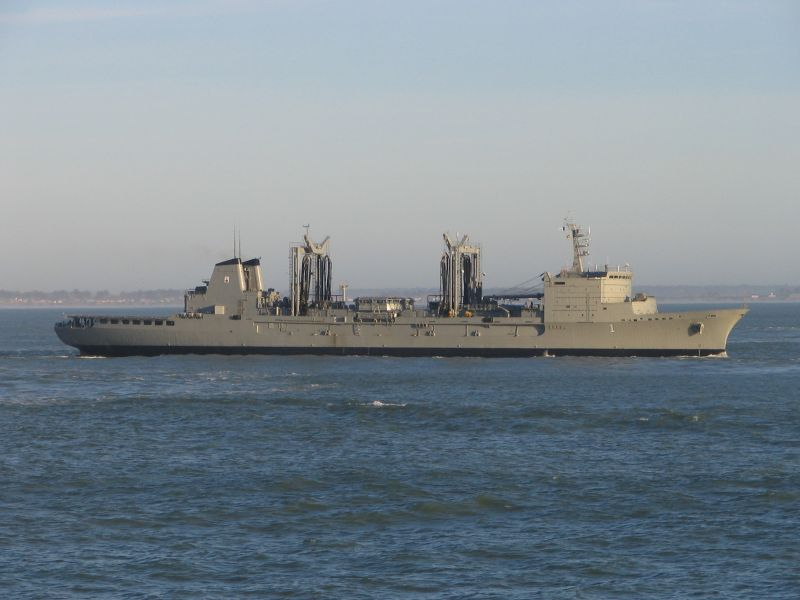
L'ARA Patagonia en juillet 2005
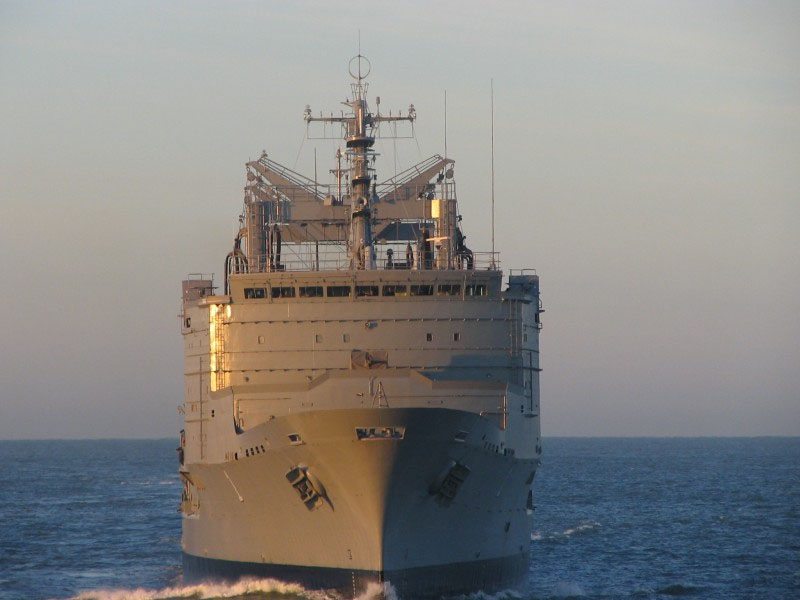
L'ARA Patagonia près du port de Mar del Plata en juillet 2005